# Aeroportul Okadama
Aeroportul Okadama (IATA: OKD, ICAO: RJCO) este un aeroport din Prefectura Hokkaidō, Japonia ce deservește zona Sapporo. Aeroportul a fost tranzitat în decembrie 2020 de 10.656 de pasageri. A fost numit după zona deservită.
Situat la o altitudine de 8 m, aeroportul dispune de o singură pistă.